# قائمة الجوائز والميداليات العربية

## فلسطين
- وسام القدس
- وسام دولة فلسطين
- جائزة فلسطين الدولية للتميز والإبداع
- وسام فلسطين لكسر الحصار[1]
- جائزة فلسطين للإبداع الثقافي[2]
- جائزة فلسطين للتصوير الفوتوغرافي[3]
- جائزة إسماعيل شموط للفن التشكيلي
- جائزة غسان كنفاني للسرد القصصي[4]
- جائزة فدوى طوقان للشعر
- جائزة ناجي العلي لفن الكاريكاتير
- جوائز فلسطين في الآداب والفنون والعلوم الإنسانية[5]

## الأردن
- وسام الحسين بن علي
- وسام نجمة الأردن

## العراق
- وسام الرافدين

## مصر
- قلادة النيل العظمى
- جائزة نجيب محفوظ
- ميدالية تحرير الكويت

## الكويت
- قلادة مبارك الكبير

## لبنان
- وسام الأرز
- وسام التعليم العام
- وسام الإستحقاق (لبنان)

## قطر
- وسام الإستحقاق (قطر)

## موريتانيا
- وسام الإستحقاق (موريتانيا)

## المغرب
- وسام الإستحقاق العسكري (المغرب)
- الوسام العلوي
- الوسام المحمدي
- وسام العرش

## السعودية
- وسام الملك عبد العزيز
- جائزة الملك فيصل العالمية
- وشاح الملك عبد العزيز